# KFF Apolonia
KFF Apolonia es un club de fútbol femenino de Albania con sede en Fier. Ellas compiten en el campeonato de fútbol femenino de Albania.